# Alex Iwobi
Alex Iwobi (født 3. maj 1996) er en nigeriansk professionel fodboldspiller, som spiller for Premier League-klubben Fulham og Nigerias landshold.

## Privat
Han er nevø til Jay-Jay Okocha.